# Erythrina dominguezii
Erythrina dominguezii, llamado comúnmente ceibo rosado, seibo rosado, ceibo chaqueño, y seibo chaqueño, así como gallito rosado en Bolivia, es un árbol de la subfamilia Faboideae originario de las llanuras del centro de América del Sur. 

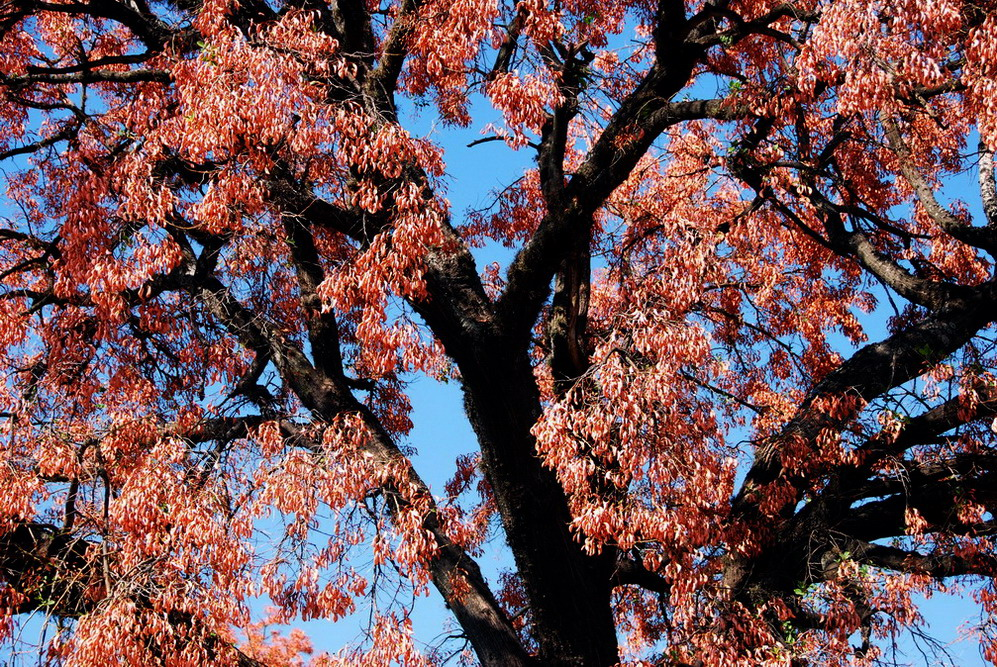
Detalle del árbol

## Descripción original
La especie fue descrita sobre la base de tres ejemplares, dos de Paraguay: San Pedro, y Gran Chaco, Puerto Casado; y uno colectado por Peter (Pedro) Jörgensen en los años 1918-19 en Guaycolec, provincia de Formosa, Argentina, el cual fue designado como lectotipo, y se encuentra custodiado en el herbario del Museo Argentino de Ciencias Naturales Bernardino Rivadavia.

## Características

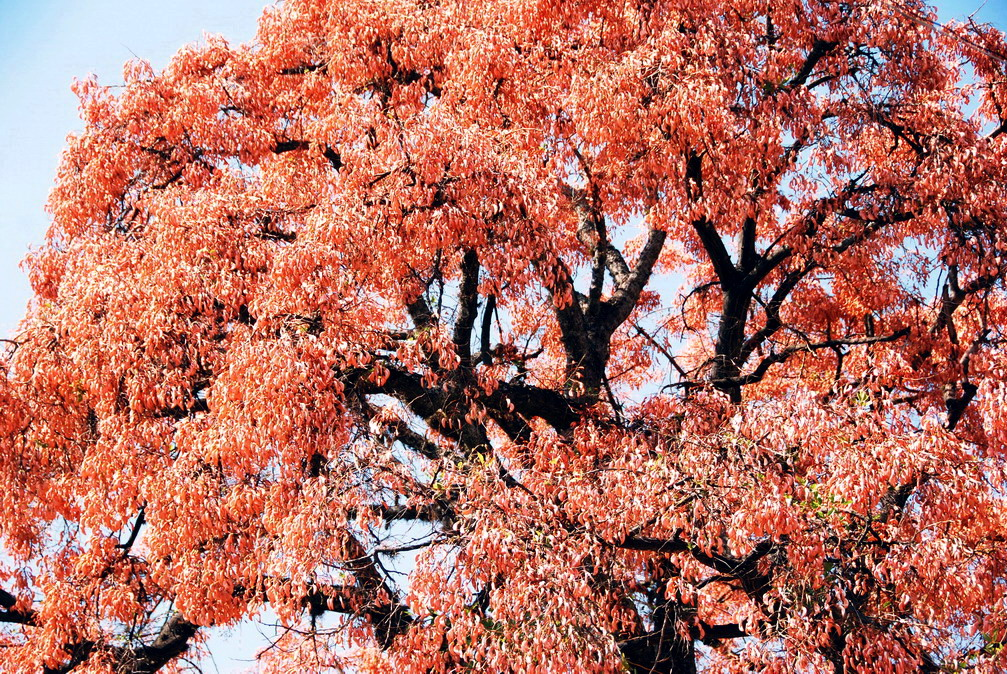
Detalle de la copa de Erythrina dominguezii en floración. La profusa producción de flores se presenta antes que la brotación y la foliación (desarrollo de brotes y de hojas), cuando el árbol está aún desnudo de follaje.

Es un árbol de copa alargada con ramas ascendentes, y de porte mediano, de 8 a 15 m de alto. Su tronco es recto de hasta 1 m de diámetro, cubierto de rugosa corteza suberosa, de tonos amarillentos, la que es blanco-amarillenta brillante en las ramas jóvenes. Sus ramas pueden o no tener aguijones recurvos. Sus hojas presentan 3 folíolos subcoriáceos, los laterales miden de 7,3 a 10 cm por 4 a 6,5 cm mientras que el terminal mide de 8 a 12,2 cm por 5 a 9 cm. 
Sus flores son de color salmón o rosado muy pálido, de 4,6 a 5,5 cm de largo por 9 a 17 mm de alto. El cáliz es verde-rosáceo, comprimido lateralmente, con un aplanado y grueso apéndice lateral, de tono verde intenso. La legumbre es de características cartáceas, de forma linear-fusiforme, apenas arqueada; su color externo es castaño-verdoso, mientras que el interno es de un cobrizo brillante. Presenta semillas en número de 1 a 2, raramente 3. 
Destaca ornamentalmente por su notable floración rosada, la cual se presenta cuando el árbol se encuentra desprovisto de follaje, lo que redunda en un mayor destaque de las flores para los animales polinizadores. En su área natural florece desde septiembre hasta fines de noviembre, fructificando desde mediados de octubre hasta enero.
Taxonómicamente pertenece al subgénero Micropteryx (Walp.) F.G. Baker y, dentro de él, a la sección Micropteryx.

## Hábitat y distribución

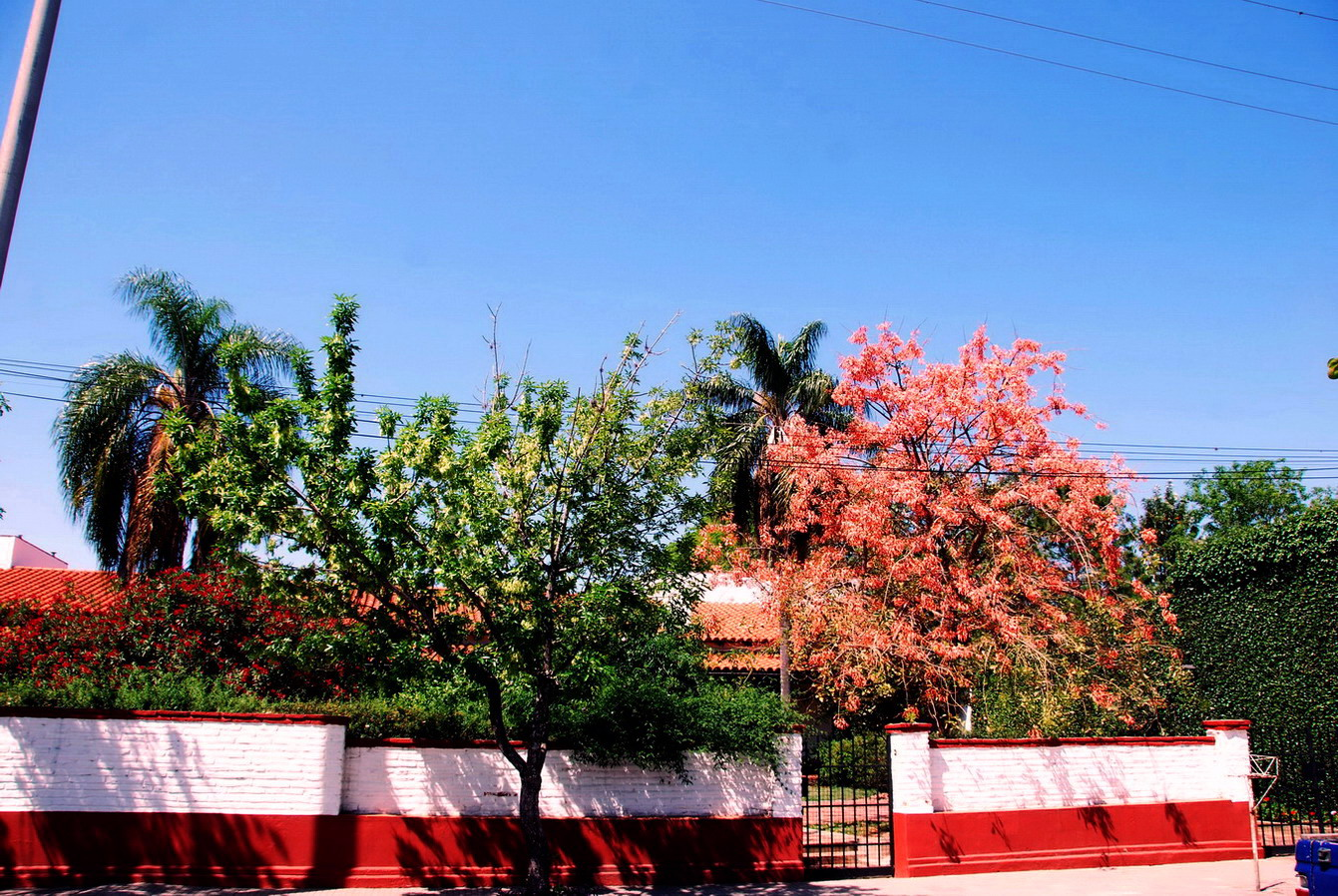
El color rosado salmón que presentan las flores de Erythrina dominguezii contrasta con el follaje de otras especies, por lo que se la utiliza con fines paisajísticos. Imagen obtenida en la ciudad de Goya, provincia de Corrientes, Argentina.

Se distribuye en el sudeste y sur de Bolivia, en los departamentos de Santa Cruz, Chuquisaca, y Tarija; en el centro-sur del Brasil en el estado de Mato Grosso del Sur; en el centro del Paraguay, en los departamentos de Alto Paraguay, Canindeyú, y Ñeembucú; y en dos áreas disyuntas del norte de la Argentina, en las provincias de Salta y Jujuy donde presenta el límite sur de distribución de las poblaciones yungueñas entre El Quemado y Río Negro I. La otra área argentina se encuentra en el Chaco, y Formosa; citado también para Corrientes pero no se han encontrado colecciones en los herbarios.
Es común en ambientes de áreas abiertas y cerrados. En el este se halla tanto en lugares bajos o inundables del Pantanal y del distrito fitogeográfico chaqueño oriental —o chaco húmedo— de la provincia fitogeográfica Chaqueña. Hacia el oeste habita en sitios no inundables en las selvas del distrito fitogeográfico de la selva pedemontana —también llamado distrito fitogeográfico de la selva de transición—, uno de los distritos fitogeográficos en que se divide la provincia fitogeográfica de las yungas.

### Registro fósil
En el registro fósil de esta especie se cuenta con un ejemplar colectado en el Mioceno medio de la «Formación San José», en Río Seco, Departamento Santa María, provincia de Catamarca, Argentina.

## Toxicidad
Las partes aéreas de las especies del género Erythrina pueden contener alcaloides, tales como la eritralina y la erisodina, cuya ingestión puede suponer un riesgo para la salud.

## Usos
- Se usa como planta medicinal.[9]
- Tiene madera débil y porosa, poco duradera;  utilizándose en tallas y molduras. Peso específico de 0,2 g/cm³.
- Es apta para producción de pastas celulósicas.
- Es melífero.
- Se cultiva en localidades de clima tropical o subtropical para uso ornamental.
- Resulta atractiva para las aves.

## Taxonomía
Erythrina dominguezii fue descrita por Emil Hassler y publicado en Physis. Revista de la Sociedad Argentina de Ciencias Naturales 6: 123. 1922.
Etimología
Erythrina: nombre genérico que proviene del griego ερυθρóς (erythros) = "rojo", en referencia al color rojo intenso de las flores de algunas especies representativas.
dominguezii: epíteto
Sinonimia
- Erythrina dominguenzii
- Erythrina chacoensis Spegazzini[12]